# Leonel de Las Salas
Leonel de Las Salas (ur. 28 maja 1987 w San Antonio de Los Altos) – wenezuelski wspinacz sportowy. Specjalizował się w boulderingu, w prowadzeniu oraz we wspinaczce na czas. Dwukrotny wicemistrz Ameryki we wspinaczce sportowej z 2004 oraz z 2012 w konkurencji na czas.

## Kariera sportowa
W 2004 roku w rodzinnym mieście San Antonio de Los Altos na mistrzostwach Ameryki Południowej we wspinaczce sportowej zdobył srebrny medal w konkurencji na czas.
W ekwadorskim Quito w 2010 na Mistrzostwach Ameryki zdobył dwa medale; srebrny we wspinaczce na czas, a brązowy w boulderingu. W 2012 roku w wenezuelskim mieście San Juan de Los Morros na mistrzostwach obu Ameryki we wspinaczce sportowej zdobył również srebrny medal we wspinaczce na czas.
Uczestnik World Games we Duisburgu w 2005 gdzie we wspinaczce na czas zajął siódme miejsce, a w 2013 w kolumbijskim Cali był czternasty.
W 2007 uczestniczył w prestiżowych, elitarnych zawodów wspinaczkowych Rock Master we włoskim Arco.

## Osiągnięcia

### Mistrzostwa świata
| Konkurencje  | 2005 | 2007 |
| Bouldering   | 53   | 62   |
| Prowadzenie  | —    | 79   |
| Wsp. na czas | 38   | 9    |

### World Games
| Konkurencje  | 2005 | 2013 |
| Wsp. na czas | 7    | 14   |

### Mistrzostwa Ameryki
| Konkurencje  | 2004 | 2012 |
| Wsp. na czas | 2    | 2    |

### Rock Master
| Konkurencje  | 2007 |
| Wsp. na czas | 8    |